# Alfred de Vinck de Winnezeele
Pour les articles homonymes, voir Vinck.
Alfred Louis Marie François Xavier, baron de Vinck de Winnezeele, né le 25 mai 1852 à Anvers et y décédé le 16 janvier 1914 fut un homme politique catholique belge.
Il fut capitaine d'artillerie; il fut élu conseiller communal de  Zillebeke et d'Anvers (1895-99) ainsi que sénateur de l'arrondissement d'Anvers (1902-1910; d'abord comme suppléant de Charles della Faille de Leverghem).
Il fut créé baron en 1887.

## Généalogie
- Il fut fils de Jules, baron de Vinck (1813-1878) et de Louise Huughe de Peutevin (1827-1864);
- Arrière-petit-fils de Jean-François (Joannes) De Vinck, seigneur de Westwezel et de Westdoorne (1747-1811).
- Il épousa en 1876 Charlotte Cogels (1851-1925), sœur du sénateur et gouverneur Fredegand Cogels ;
  - Ils eurent sept enfants : Raoul (1877-1942), Baudouin (1878-1944), Jules (1879-1944), Jacques (1882-1968), Henri (1888-1897), Louis et Henri-Louis.

## Sources
- Bio sur ODIS